# Борис Ячев
Борис Янков Ячев е български политик, депутат в XL, XLIII и XLIV народно събрание на България.
Той е заместник-председател, а от 2021 година - председател на Национален фронт за спасение на България.

## Биография
Роден в Петрич. Завършва СУ „Свети Климент Охридски“ през 1989 г. със специалност българска филология. През 2000 г. завършва Международно икономическо сътрудничество в УНСС. Работи като преподавател по български език и литература в ПГ „П.К. Яворов“ и като журналист и главен редактор на периодично издание. Член е на дружеството на ВМРО в Петрич от 1993 г., като по-късно бива избран за председател на дружеството. На конгреса в Кюстендил е избран за член на Изпълнителния комитет на ВМРО. През 2009 г. на извънредния конгрес напуска ВМРО, като заедно с тогавашния кмет на Пловдив Славчо Атанасов основава партията ВМРО-НИЕ. През 2014 г. става член на НФСБ. На конгреса на НФСБ през същата година е избран за заместник-председател на партията. През 2014 г. и 2017 г. е избран за народен представител, съответно от листите на Патриотичен фронт и Обединени патриоти от 17 МИР-Пловдив област.
Семеен, има двама сина – Янко и Александър.